# Konungskärs harun
Konungskärs harun är en ö nära Stenskär i Nagu,  Finland. Den ligger i Skärgårdshavet i Pargas stad i den ekonomiska regionen  Åboland i landskapet Egentliga Finland, i den sydvästra delen av landet. Ön ligger omkring 7 kilometer öster om Stenskär, 20 kilometer sydost om Nagu kyrka, 42 kilometer söder om Åbo och omkring 150 kilometer väster om Helsingfors. Närmaste allmänna förbindelse är förbindelsebryggan vid Gullkrona som trafikeras av M/S Nordep och M/S Cheri.
Öns area är 1 hektar och dess största längd är 180 meter i öst-västlig riktning.